# Rho Piscium
Rho Piscium (ρ Psc / 93 Piscium / HD 122066) es una estrella en la constelación de Piscis de magnitud aparente +5.36.
Se encuentra a 82 años luz del sistema solar.
Rho Piscium es una estrella de la secuencia principal de tipo espectral F2V.
Más caliente y luminosa que el Sol, tiene una temperatura de 6670 - 6683 K.
Es muy parecida a σ Bootis, η Corvi o μ Capricorni.
Su diámetro es aproximadamente un 10% más grande que el diámetro solar.
Gira sobre sí misma con una velocidad de rotación proyectada de 60 km/s, 30 veces más deprisa que el Sol, una cifra habitual en estrellas de sus características.
Rho Piscium posee un contenido metálico —entendiendo por metales aquellos elementos distintos a hidrógeno y helio— inferior al del Sol, en torno a un 70% del mismo ([Fe/H] = - 0,16).
Con una masa un 31% mayor que la masa solar, su edad más probable es de 1400 millones de años.
Es posible que sea ligeramente variable —con una variación de brillo de 0,09 magnitudes—, por lo que recibe la denominación de variable provisional NSV 506.